# Eduard Sachsse

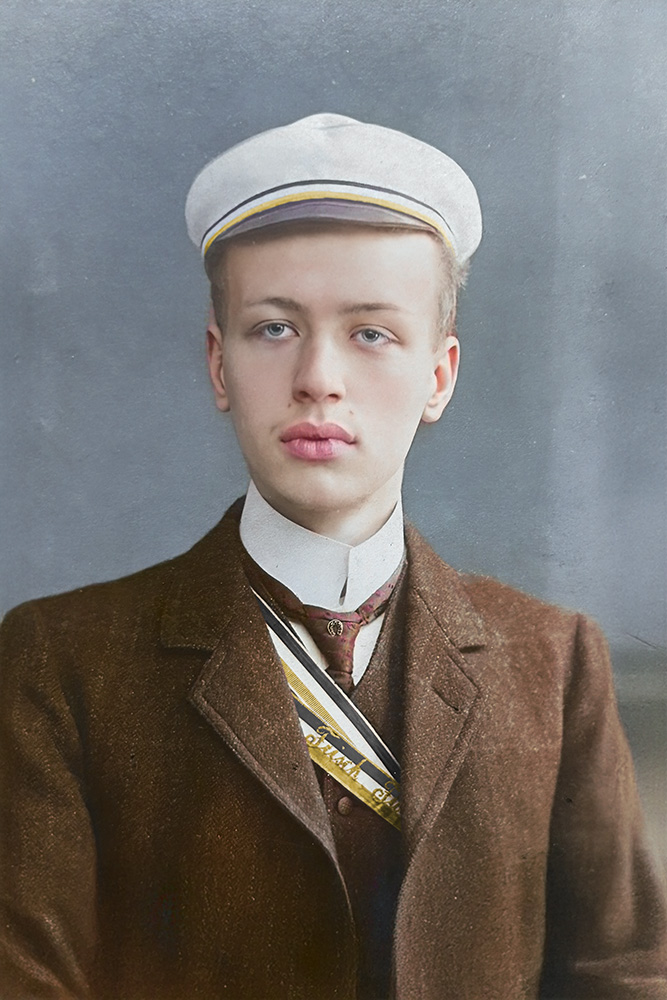
Eduard Sachsse als Berliner Wingolfit, 1905

Eduard Hugo Ludwig Sachsse (* 1. August 1885 in Herborn; † 5. November 1930 ebd.) war ein deutscher evangelischer Theologe und Alttestamentler.

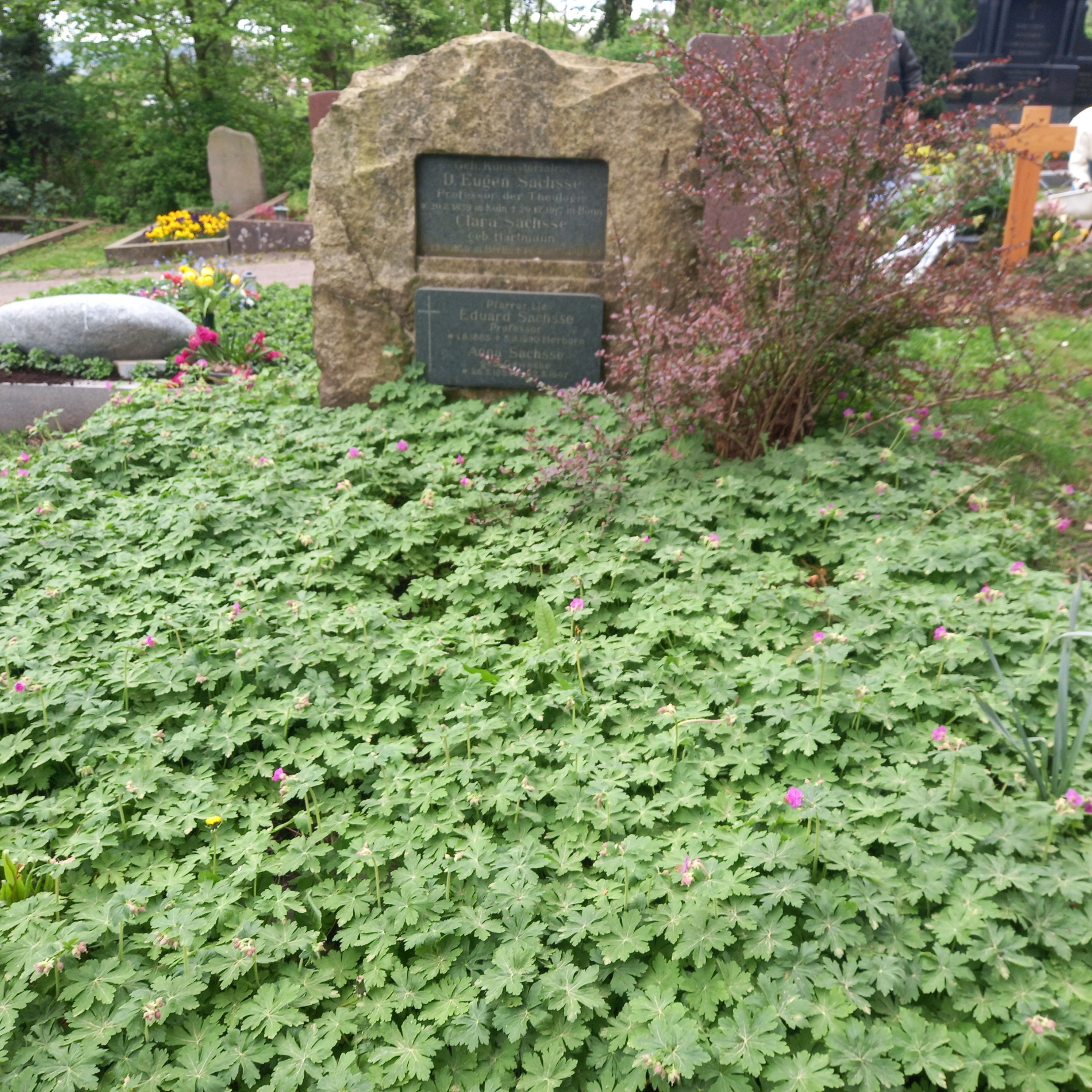
Das Grab von Eduard Sachsse und seiner Ehefrau Anna geborene Gewecke auf dem Poppelsdorfer Friedhof in Bonn

Nach dem Studium der Theologie in Bonn und Berlin, wo er auch Mitglied der örtlichen Wingolfsverbindungen wurde, war er ab 1918 als Privatdozent für das Alte Testament und Lehrbeauftragter für Palästinakunde in Münster tätig. 1929 folgte der Ruf als Professor an das Theologische Seminar Herborn.
Zu seinen Schriften zählen unter anderem:
- Die Bedeutung des Namens Israel – eine quellenkritische Untersuchung, Bonn 1910.
- Die Propheten des A.T. und ihre Gegner, Berlin 1919.
- Die Bedeutung des Namens Israel – eine geographisch-geschichte Untersuchung, Gütersloh 1922.
- Die heiligen Stätten in Geschichte und Gegenwart, Lengerich 1927.